# Mariée à un Jonas Brothers
 (avril 2017).
Si vous disposez d'ouvrages ou d'articles de référence ou si vous connaissez des sites web de qualité traitant du thème abordé ici, merci de compléter l'article en donnant les références utiles à sa vérifiabilité et en les liant à la section « Notes et références ».
Mariée à un Jonas Brothers (en anglais Married to Jonas) est une émission de téléréalité américaine de la chaîne de télévision thématique Entertainment Television.
La série se focalise sur le mariage de Kevin Jonas Jr. et Danielle "Dani" Deleasa Jonas.

## Distribution

### Principaux
- Kevin Jonas Jr. (VFB : Pierre Le Bec)
- Danielle "Dani" Deleasa Jonas (VFB : Mélanie Dermont)

### Récurrents
- Kevin Jonas Sr., père des Frères Jonas (Jonas Brothers)
- Denise Jonas, mère des Frères Jonas
- Joe Jonas, membre des Frères Jonas, ainé des frères cadets de Kevin (VFB : Sébastien Hébrant)
- Nick Jonas, membre des Frères Jonas, puiné des frères cadets de Kevin (VFB : Gauthier de Fauconval)
- Frankie Jonas, membre suppléant des Frères Jonas, cadet des frères de Kevin
- Bucky Deleasa, père de Dani
- Angela Deleasa, mère de Dani
- Dina Deleasa Gonsar, sœur aînée de Dani
- Michael "Mikey" Deleasa, frère de Dani
- Kathleen "Katie" Deleasa, petite sœur de Dani
- Brian Gonsar, mari de Dina